# Luizão (calciatore 1998)
Luiz Gustavo Novaes Palhares, meglio noto come Luizão (San Paolo, 20 febbraio 1998), è un calciatore brasiliano, centrocampista dell'Atl. Goianiense.

## Caratteristiche tecniche
È un centrocampista difensivo.

## Carriera
Cresciuto nel settore giovanile del San Paolo, nel 2017 viene acquistato dal Porto che lo aggrega alla propria seconda squadra; debutta fra i professionisti il 6 agosto in occasione dell'incontro di Segunda Liga perso 2-1 contro il Gil Vicente. Nel mercato estivo del 2019 viene ceduto in prestito al Vorskla; al termine della stagione viene acquistato a titolo definitivo dal club ucraino.

## Statistiche
Statistiche aggiornate al 20 marzo 2021.

### Presenze e reti nei club
| Stagione        | Squadra         | Campionato      | Campionato | Campionato | Coppe nazionali | Coppe nazionali | Coppe nazionali | Coppe continentali | Coppe continentali | Coppe continentali | Altre coppe | Altre coppe | Altre coppe | Totale | Totale | Totale |
| Stagione        | Squadra         | Comp            | Pres       | Reti       | Comp            | Pres            | Reti            | Comp               | Pres               | Reti               | Comp        | Pres        | Reti        | Pres   | Reti   |        |
| --------------- | --------------- | --------------- | ---------- | ---------- | --------------- | --------------- | --------------- | ------------------ | ------------------ | ------------------ | ----------- | ----------- | ----------- | ------ | ------ | ------ |
| 2017-2018       | Porto B         | LdH             | 35         | 2          |                 | -               | -               |                    | -                  | -                  |             | -           | -           | 35     | 2      |        |
| 2018-2019       | Porto B         | LdH             | 29         | 1          |                 | -               | -               |                    | -                  | -                  |             | -           | -           | 29     | 1      |        |
| 2019-2020       | Vorskla         | PL              | 20         | 1          | CU              | 3               | 0               |                    | -                  | -                  |             | -           | -           | 23     | 1      |        |
| 2020-2021       | Vorskla         | PL              | 5          | 0          | CU              | 0               | 0               |                    | -                  | -                  |             | -           | -           | 5      | 0      |        |
| Totale carriera | Totale carriera | Totale carriera | 89         | 4          |                 | 3               | 0               |                    | -                  | -                  |             | -           | -           | 92     | 4      |        |